# المسيحية في رواندا

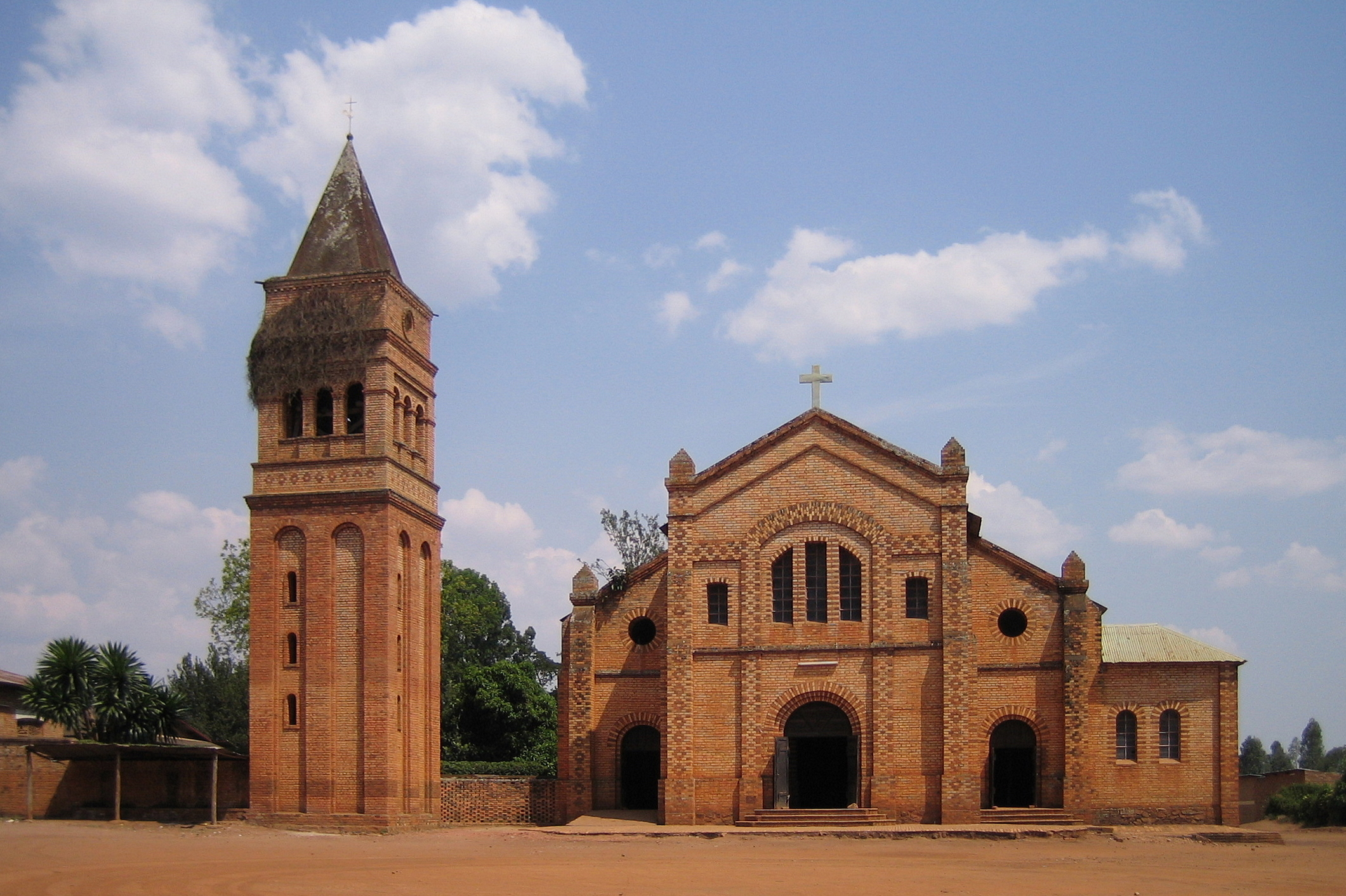
كنيسة كاثوليكية في رواندا.

تُشكل المسيحية في رواندا أكثر الديانات انتشاراً بين السكان، وبحسب إحصائيّة حكوميّة تعود إلى 1 نوفمبر من عام 2002، كان حوالي 93.7% من سكان رواندا من أتباع الديانة المسيحية، ووجدت الإحصائية أنّ 56.9% من سكان رواندا هم من الكاثوليك، وحوالي 26% من البروتستانت، وحوالي 11.1% سبتيين، وحوالي 4.6% مسلمين (الأغلبية سنيّة)، وحوالي 1.7% لا دينيين، وحوالي 0.1% ممارسين للمعتقدات التقليدية للسكان الأصليين. تشير هذه الدراسة إلى زيادة 6.9 في المئة في عدد من الكاثوليك وتراجع بنسبة 15.8 في المئة في عدد البروتستانت، يعود ذلك بسبب عدم فصل الأدفنتست أو السبتيين عن باقي الطوائف البروتستانتية وذلك على خلاف معطيات مسح عام 2001 حيث أحتسب السبتيين كبروتستانت. هناك عدد متزايد ومتنامي من الجماعات البروتستانتية الإنجيلية، كان هذا الانتشار مرتبط ونتيجة بأحداث الإبادة الجماعية في رواندا عام 1994.
كانت هناك تغييرات كبيرة في التركيبة السكانية الدينية للبلاد منذ الإبادة الجماعية في رواندا، مع العديد من التحويلات إلى المسيحية الإنجيلية. وتظل المسيحية الديانة الرئيسية في البلاد، حيث لا تزال الكاثوليكية (التي وصلت في أواخر القرن التاسع عشر من قبل الآباء البيض) راسخة بعمق في الثقافة المحلية. وهي واحدة من بين البلدان الأفريقية ذات الأغلبية الكاثوليكية نتيجة للإرث الإستعماري البلجيكي.

## تاريخ

### الحقبة الإستعمارية

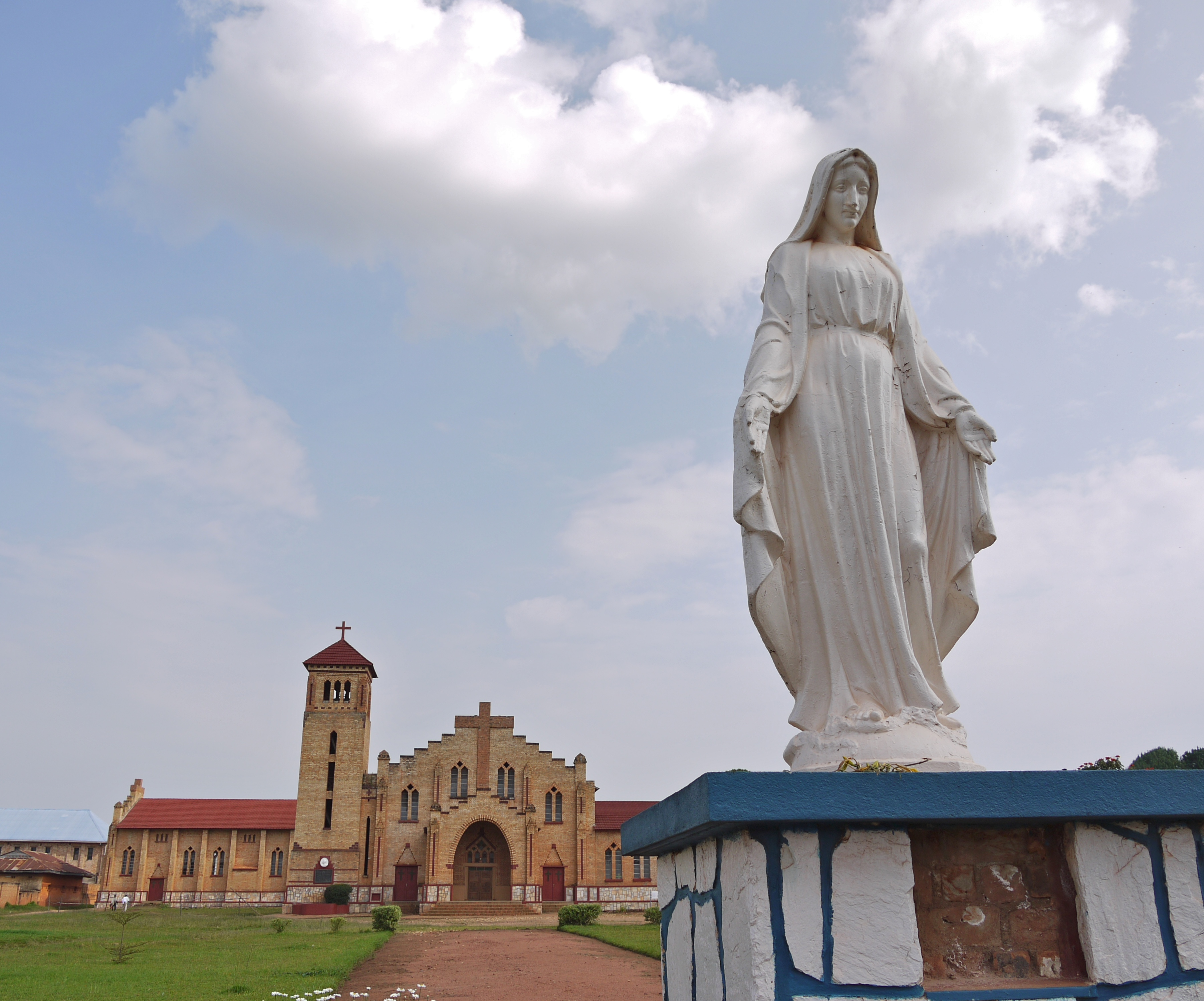
كنيسة كاثوليكية في بوتار.

كانت منطقة رواندا الحاليَّة في الأصل يحكمها ملوك التوتسي، حيث تأسست مملكة التوتسي في رواندا في القرن السادس عشر، ولكن في النهاية تم ضمها من قبل ألمانيا إلى شرق أفريقيا الألماني في عام 1890، وفي عام 1900 وصل الآباء البيض لأول مرة إلى سيف وفيها بُنيت أول كنيسة مسيحية في رواندا. بعد الحرب العالمية الأولى، أصبحت رواندا تحت سيطرة بلجيكا، بموجب تفويض من عصبة الأمم تم نقله لاحقًا إلى الأمم المتحدة. تحت الحكم الإستعماري الألماني ثم البلجيكي، قام المبشرون الكاثوليك، ومستوحين من النظريات العنصرية في أوروبا في القرن التاسع عشر، بعزو صفات متفوقة لأقلية التوتسي في البلاد، وبسبب إدارة المبشرين للمدارس في الحقبة الإستعمارية، تم نقل هذه القيم بشكل منهجي إلى عدة أجيال من الروانديين. ومع وصول المبشرون الكاثوليك إلى رواندا في أواخر عقد 1880، ساهموا في نظرية «هاميت» لأصول العرق، والتي إدعت أن التوتسي كانوا جنسًا متفوقًا. وقد اعتبر بعض الباحثين أنَّ الكنيسة لعبت دوراً هاماً في إثارة الانقسامات العرقية بين الهوتو والتوتسي، ويرجع ذلك جزئياً إلى أنهم وجدوا المزيد من المتحولين الراغبين في التحول إلى المسيحية بين الأغلبية من الهوتو.
ابتداءاً من أواخر عقد 1920، نما دور الكنيسة الكاثوليكية وقد شجعت الحكومة البلجيكية هذا الأمر، لأن الكهنة عرفوا البلاد بشكل جيد وسهلوا إدارتها. وتحول العديد من الروانديين بما في ذلك النخبة من التوتسي إلى المذهب الكاثوليكي، حيث كانت الكاثوليكية شرطاً أساسياً للتقدم الإجتماعي. ورفض الملك موسينغا التحول للكاثوليكية، وفي عام 1931 تم إقالته من قبل الإدارة البلجيكية. وخلفخ ابنه الأكبر، موتارا الثالث، وأصبح أول ملك مسيحي في رواندا.

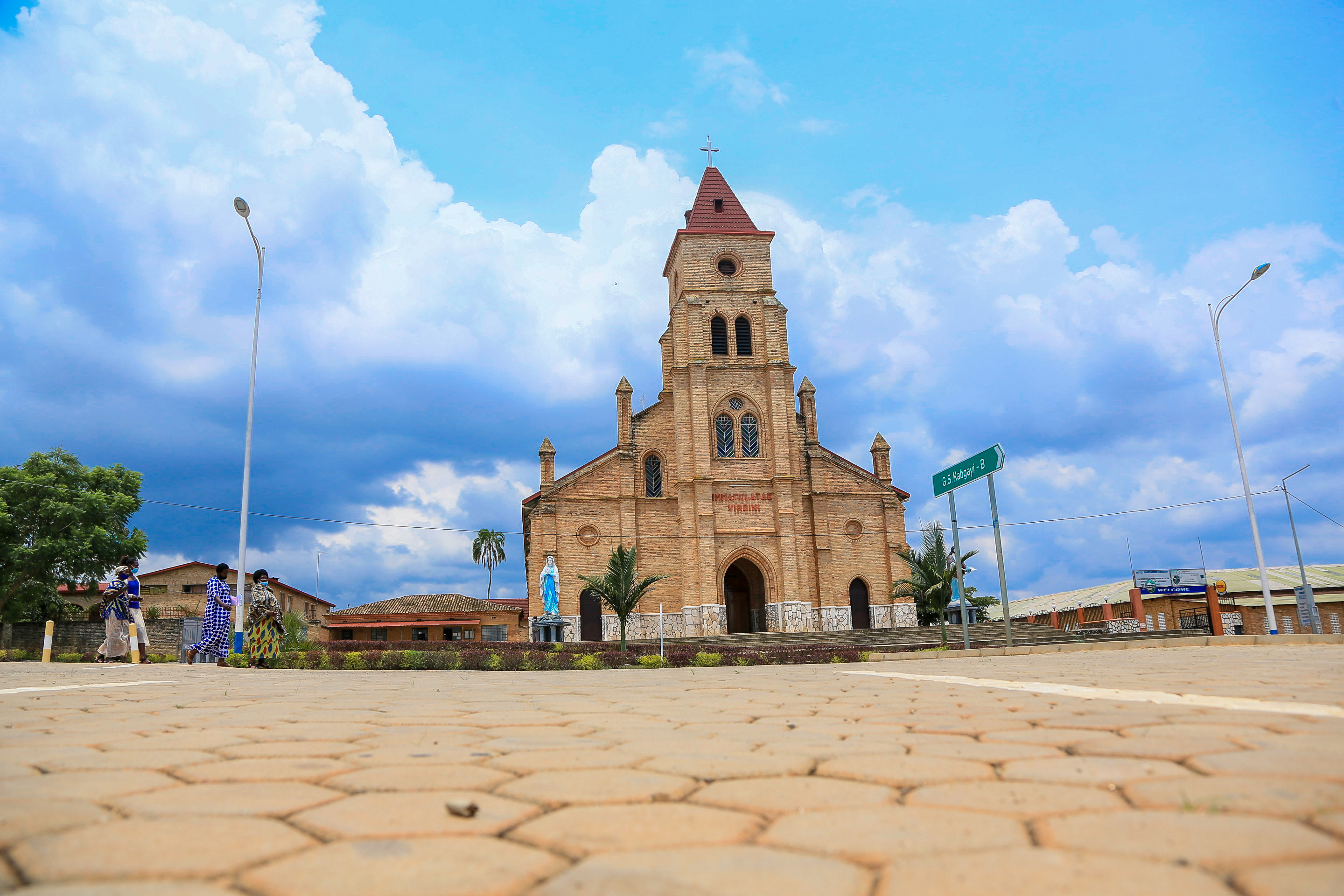
بازيليكا السيدة في كابجاي: يعود بنائها إلى الحقبة الإستعمارية.

خلال عقد 1930، أدخل البلجيكيون مشاريع واسعة النطاق في مجالات التعليم والصحة والأشغال العامة والإشراف الزراعي، بما في ذلك المحاصيل والتقنيات الزراعية الجديدة لتحسين الإمدادات الغذائية. وعلى الرغم من تحديث رواندا، ظلّ التوتسي في السلطة، تاركين الهوتو محرومين من حقوقهم ويخضعون للسخرة على نطاق واسع. وفي عام 1935 قامت بلجيكا بفرض بطاقة الهوية الشخصية على سكان رواندا مع الإشارة بشكل إجباري لما يُسمى الأصل الإثني «هوتو – توتسي» الأمر الذي كان له نتائج كارثية في الصراع بين المكونات السكانية تجلت بشكلها الدرامي عام 1994. وعلى الرغم من أن الأثرياء الهوتو كانوا في السابق قادرين على أن يصبحوا «توتسي شرفيين»، فقد انهت بطاقات الهوية من الحراك الاجتماعي. في الثلاثينيات والأربعينيات من القرن العشرين، حدثت العديد من عمليات واسعة النطاق لاعتناق الديانة المسيحية، خاصةً بين التوتسي. كان هناك 300,000 مسيحي في عام 1940 وحوالي 358,000 في عام 1950. وغالبًا ما بذل المبشرون الكاثوليك جهودًا كبيرة لمواجهة ما يرونه من تأثير للأديان المتنافسة، مثل الإسلام والبروتستانتية.
خلال الحرب العالمية الثانية، عانت إرساليات الكنيسة الكاثوليكية من مشاكل سياسية والتي تفاقمت خلال هذه الفترة بسبب المجاعة. بعد الحرب العالمية الثانية، بدأت حركة تحرير الهوتو بالنمو في رواندا، التي أثارتها زيادة الاستياء من الإصلاحات الاجتماعية خلال الحرب، وكذلك كان هناك تعاطفاً متزايداً للهوتو داخل الكنيسة الكاثوليكية. واعتبر المبشرون الكاثوليك أنفسهم على نحو متزايد مسؤولين عن مساعدة الهوتو المحرومين أكثر من النخبة التوتسية، مما أدى إلى نشأة طبقة من رجال الدين من الهوتو ونخبة مثقفة قدمت توازناً جديداً للنظام السياسي القائم. وشعرت الملكية التوتسية البارزة بالتأثير المتنامي لعرقية الهوتو وبدأت في التحريض على الاستقلال الفوري بشروطها الخاصة. وفي عام 1957، كتبت مجموعة من علماء الهوتو «بيان باهوتو». وكانت هذه أول وثيقة توصف بالتوتسي والهوتو كأجناس منفصلة، ودعت إلى نقل السلطة من التوتسي إلى الهوتو استناداً إلى ما أسمته «القانون الإحصائي». وكان هناك تحول متزامن في الكنيسة الكاثوليكية؛ وتم استبدال شخصيات بارزة في الكنيسة الرواندية المبكرة، والذين كانوا من خلفية ثرية ومحافظة مثل ليون بول كلاس، برجال دين أصغر سناً من الطبقة العاملة. ومن بين هؤلاء، كانت هناك نسبة أكبر من الفلمنك أكثر من الوالون البلجيكيين والذين تعاطفوا مع محنة الهوتو.

### الاستقلال والإبادة الجماعية في رواندا

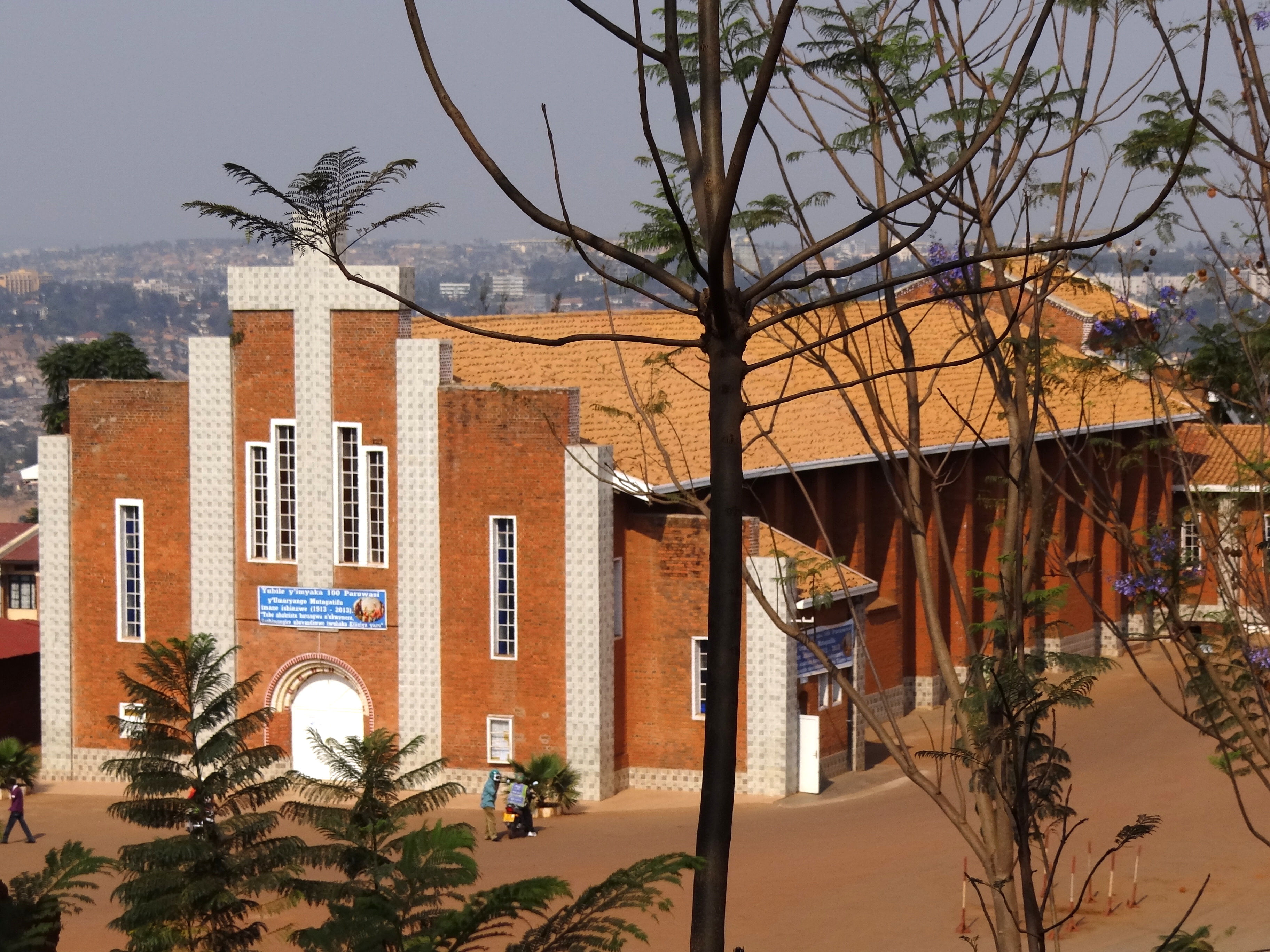
كنيسة العائلة المقدسة في كيغالي، وكانت الكنيسة مسرحاً لأعمال القتل أثناء الإبادة الجماعية في عام 1994.

في 1 يوليو من عام 1962 أستقلت رواندا عن بلجيكا، وقام الهوتو بالسيطرة على الحياة السياسية في البلاد. وفي 7 أبريل بدأت أعمال عنف واسعة النطاق والتي استمرت حتى منتصف يوليو 1994، حيث شن القادة المتطرفون في جماعة الهوتو التي تمثل الأغلبية في رواندا حملة إبادة ضد الأقلية من قبيلة توتسي. توفي ما يقدر بنحو 800,000 رواندي خلال أعمال العنف العرقي خلال فترة قصيرة من 100 يوم بين أبريل ويوليو من عام 1994. وكان معظم القتلى من التوتسي، وكان معظم الذين ارتكبوا أعمال العنف من الهوتو. وبدأت الإبادة الجماعية بعد وفاة الرئيس الرواندي جوفينال هابياريمانا، وهو من عرقية الهوتو في 6 أبريل من عام 1994. وبحسب تيموثي لونجمان ساعدت الكنائس الكاثوليكية والبروتستانتية في جعل الإبادة الجماعية ممكنة، حيث كانت الكنائس تتوق إلى أن تكون لاعب سياسي، من خلال تفضيلها لعرفية التوتسي خلال الفترة الإستعمارية ثم تحول تفضيلها إلى عرقية الهوتو بعد عام 1959، مما أرسل رسالة مفادها أن التمييز العرقي يتسق مع تعليم الكنيسة. وكان لقادة الكنيسة الكاثوليكية علاقات وثيقة مع الزعماء السياسيين، وبعد الإبادة الجماعية، دعا قادة الكنيسة السكان لدعم الحكومة المؤقتة الجديدة، وهي نفس الحكومة التي دعمت الإبادة الجماعية لاحقاً. في الوقت نفسه، لم تكن موافق الكنائس خلال الإبادة الجماعية موحدة. في الفترة التي سبقت الإبادة الجماعية بين عام 1990 وعام 1994، ظهرت انقسامات كبيرة داخل معظم الكنائس بين المعتدلين الذين شجعوا التغيير الديمقراطي والمحافظين المتحالفين مع نظام جوفينال هابياريمانا. كان العديد من رجال الدين من التوتسي، وكانوا يدعمون بشكل عام الإصلاح الديمقراطي، كما وأيد العديد من رجال الدين الهوتو المعتدلين الإصلاح أيضاً. وقدمت الكنائس دعمًا كبيرًا لتشكيل مجموعات حقوق الإنسان الجديدة والتي ظهرت في أوائل عقد 1990. وعندما بدأت الإبادة الجماعية في عام 1994، عارض بعض رجال الدين وقادة الكنيسة الآخرين العنف، حتى في حالة الخطر على حياتهم. وحاول بعض أفراد السلك الكنسي حماية المدنيين، منهم المونسنيور ثاديه نيتيينوروا من سيانغوغو والذي حاول دون جدوى إنقاذ ثلاثة رهبان من التوتسي من هجوم، في حين هرّب الراهبة فيليسيتاس نييتيغكا من منظمة «أوسيليا دي لا باوستولات» في جيسيني أشخاص من عرقية التوتسي عبر الحدود إلى زائير قبل قيام الميليشيات أعدامها انتقامًا.

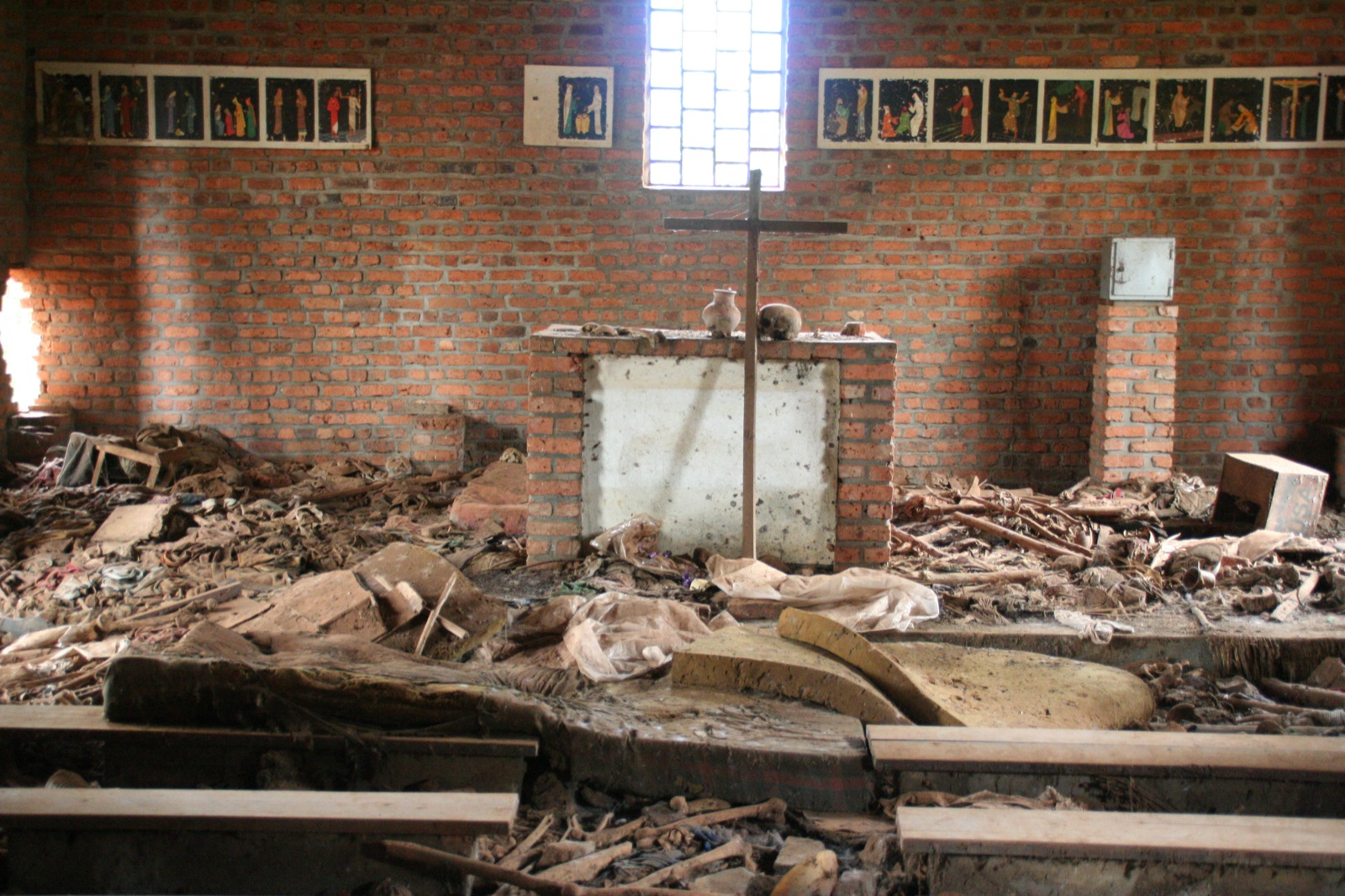
قُتل أكثر من 5,000 شخص لجأوا إلى كنيسة نتاراما.

تؤكد الكنيسة الكاثوليكية أن الإبادة الجماعية قد حدثت لكنها تذكر أن أولئك الذين شاركوا فيها من اعضائها فعلوا ذلك دون إذن من الكنيسة. ورغم أن العوامل الدينية لم تكن بارزة في الصراع والإبادة، فقد وجهت هيومن رايتس ووتش في تقريرها لعام 1999 اللوم إلى عدد من السلطات الدينية في رواندا، بما في ذلك الكاثوليك والأنجليكان وغيرهم من الطوائف البروتستانتية، لفشلهم في إدانة الإبادة الجماعية - رغم أن هذا الاتهام تم تكذيبه مع مرور الوقت من قبل السلطات الكنسيَّة. في يناير عام 1997، عقدت الأمم المتحدة محكمة جرائم الحرب في رواندا، حيث تم خلالها اتهام ما يقرب من 100,000 شخص، بما في ذلك العديد من المسؤولين الحكوميين ورجال الدين - وخاصةً الآباء البيض - وتم سجنهم ومحاكمتهم. أيد البابا يوحنا بولس الثاني تمامًا معاقبة جميع أعضاء الكنيسة الذين شاركوا في الإبادة الجماعية.
حوكم البعض في الهيكل الهرمي الديني للكنيسة الكاثوليكية وأدينوا لمشاركتهم في الإبادة الجماعية من قبل المحكمة الجنائية الدولية لرواندا. وتم اتهام الأسقف ميساغو بالفساد والتواطؤ في الإبادة الجماعية، ولكن تمت تبرئته من جميع التهم في عام 2000. وفي أعقاب اعتقال الأسقف أوغستين ميساغو عام 1999 بتهم الإنخراط الإبادة الجماعية، ندد الفاتيكان علنًا بالحكومة الرواندية لما وصفه «بحملة تشهير ضد الكنيسة الكاثوليكية»، وقد أطلق سراحه لاحقاً عندما تمت تبرئته من جميع التهم في عام 2000. بالمقابل ذكرت تقارير مختلفة إلى أن العديد من رجال الدين الكاثوليك وغيرهم من رجال الدين المسيحيين ضحوا بحياتهم لحماية التوتسي من الذبح والقتل. كانت هناك تغييرات كبيرة في التركيبة السكانية الدينية للبلاد منذ الإبادة الجماعية في رواندا، مع العديد من التحويلات إلى المسيحية الإنجيلية.

### الوضع الحالي

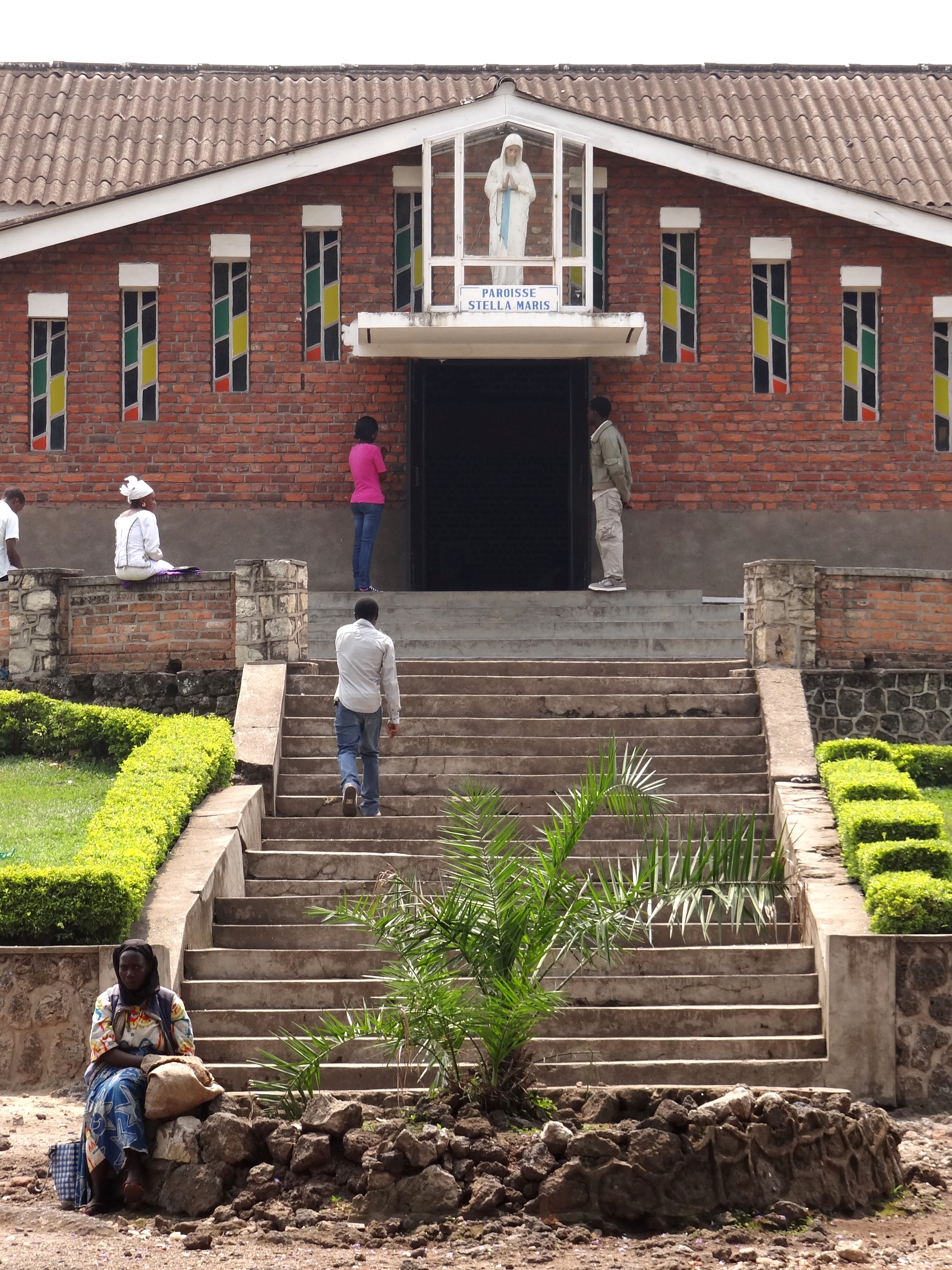
كاثوليك أمام كنيسة في مدينة جيسايني.

في عام 2017 أعتذرت الكنيسة الكاثوليكية عن دور بعض أعضائها في مجازر رواندا، حيث ووُجهت للكنيسة الكاثوليكية اتهامات بالانحياز للنظام الحاكم آنذاك، والمنتمي لأغلبية الهوتو، خلال المجازر التي تعرضت لها أقلية التوتسي. ولقيت أعداد كثيرة من التوتسي، الذين احتموا في الكنائس، حتفها هناك على يد ميليشيات الهوتو، أحياناً بتواطؤ من الأساقفة الكاثوليك. وبحسب التعداد السكاني عام 2002 ينتمي قرابة نصف سكان رواندا للكنيسة الكاثوليكية، ويتوزعون على تسعة أبرشيات وأسقفية واحدة، وتدير الكنيسة الكاثوليكية شبكة واسعة من المدارس الكاثوليكية تضم حوالي 1,032 مدرسة ابتدائية وحوالي 102 مدرسة ثانوية في البلاد، ولديها مؤسسات تعنى بالاحتياجات الإنسانية والطبية لللاجئين من الحرب أو الفقر. على الرغم من تأميم بعض المدارس التبشيرية في منتصف القرن العشرين، استمر تقديم برامج التربية الدينية أو الأخلاقية. هناك عدد متزايد ومتنامي من الجماعات البروتستانتية الإنجيلية، كان هذا الانتشار مرتبط ونتيجة بأحداث الإبادة الجماعية في رواندا عام 1994، وتشهد ما يعرف ب«كنائس الصحوة الإنجيلية» تزايداً غير مسبوق. وفقًا لدراسة المؤمنون في المسيح من خلفية مسلمة: إحصاء عالمي وهي دراسة أجريت من قبل جامعة سانت ماري الأمريكيّة في تكساس سنة 2015 وجدت أنَّ حوالي 2,000 مُسلم رواندي تحول إلى المسيحية على المذهب الإنجيلي.
ظل قادة الكنيسة صريحين في اعتراضهم على توزيع مواد الإجهاض بين النساء الروانديات من قبل الأمم المتحدة والصليب الأحمر الذي بدأ في عام 1996. استمرت التوترات بين الكنيسة والحكومة الرواندية، نتيجة لخطة الحكومة لتحويل عشر كنائس إلى نصب تذكارية للإبادة الجماعية. حيث أعرب قادة الكنيسة عن قلقهم من أن مثل هذا الاستخدام قد يتسبب في تعريف الكاثوليكية بأنها مؤسسة مرتبطة مع أقلية نخبة التوتسي، مما يؤدي إلى مزيد من العنف العرقي. ظهرت توترات جديدة بين الحكومة والكنيسة الكاثوليكية في منتصف ديسمبر عام 2017 بعد أن أعلنت السلطات عن حملة وزارة الصحة لتوزيع الواقي الذكري على الشابات، بدعوى أنها تهدف إلى الحد من انتشار الأمراض المنقولة جنسياً. ورد الأسقف الكاثوليكي سيرفيلين نزاكامويتا من بيومبا ووصف الحملة بأنها «رخصة للمراهقين للزنا» ومسؤولة عن ارتفاع حالات الحمل. رد وزير الصحة على ذلك بأنه خارج عن السياق تمامًا ويظهر عدم فهم القضية الصحية التي تحاول الحكومة معالجتها. ومع ذلك، لا يبدو أن أي سلطة حكومية حاولت منع الزعماء الدينيين ورجال الدين من مناقشة أفكارهم الدينية في الأماكن العامة. في 20 مارس عام 2017، مع زيارة الرئيس الرواندي بول كاغامي للفاتيكان، تحدث مسؤولون حكوميون عن دور الكنيسة في الإبادة الجماعية. وخلال اللقاء، نقل البابا فرنسيس «حزنه العميق وحزن الكرسي الرسولي والكنيسة على الإبادة الجماعية ضد التوتسي».